# Claudius Bruzæus
Claudius Bruzæus, född 1649 i Risinge församling, Östergötlands län, död 24 maj 1722 i Gårdeby församling, Östergötlands län, var en svensk präst.

## Biografi
Claudius Bruzæus föddes 1649 i Risinge församling. Han var son till kyrkoherden Benedictus Bruzœus och Anna Prytz. Bruzæus blev 14 september 1667 student vid Uppsala universitet och prästvigdes 25 mars 1681 till domkyrkosyssloman i Linköpings församling. Han blev 1685 hospitalssyssloman i församlingen och 15 mars 1694 kyrkoherde i Gårdeby församling. Bruzæus avled 1722 i Gårdeby församling och begravdes 8 november samma år.

### Familj
Bruzæus gifte sig 1683 med Christina Fagrelius (död 1715). Hon var dotter till domkykosysslomannen i Linköping. De fick tillsammans barnen Anna Maria Bruzæa som var gift med kyrkoherden Magnus Pelicanus i Röks församling, Beata Bruzæus (död 1708), konstmästaren Eric Bruzæus (född 1695) vid Hällefors bruk och Benedictus Bruzæus (1698–1699).